# ヴァシリー・ビシャーリン
ヴァシリー・グリゴリエヴィチ・ビシャーリン（ロシア語: Василий Григорьевич Бисярин, ラテン文字転写: Vasilii Grigor'evich Bisyarin、1893年 - 1949年4月13日）は、ロシアの革命家・政治家。

## 生涯
1893年、ロシア帝国ウファ県カタフ・イヴァノフスク（ズラトウーストとも）に生まれた。学校卒業後はメッセンジャーとして働き、さらにウファ薬剤コースを修了して薬剤師としても活動した。
1914年からボリシェヴィキとなり、ズラトウーストの地下組織で活動。1916年3月には逮捕されトゥルガイ州へ追放されたが、二月革命の発生によって恩赦され、翌1918年まで党ズラトウースト委員会の書記を務めた。ズラトウースト・ソビエトでも活動したが、白軍の接近に伴い5月に赤軍に入隊。最前線でコサックと戦った。翌1919年2月から3月まで党ウファ県委議長を務める一方、7月23日から10月1日まで第5軍第27狙撃師団の、同月8日から12月12日まで第26狙撃師団 (ru) の軍事委員を務め、また第5軍の政治部監査官にも就いた。同年7月からは極東共和国人民革命軍 (ru) 政治副司令官を務め、党中央委極東局 (ru) でも活動した。
内戦後は1921年に党ベレベイ郡 (ru) 委粛清委議長を、同年12月から翌1922年9月（または6月）までウファ県委責任書記を、同年7月から9月まではバシキール州委書記を歴任し、翌1923年から1926年1月までは中央委副部長に就いた。同月13日から翌1927年9月まではノヴゴロド県委の、同月23日まではノヴゴロド管区 (ru) 組織局の、26日から1928年5月まではノヴゴロド管区委の責任書記を歴任した。
その後はノヴゴロド州委書記やレニングラード市とレニングラード州の公教育部部長も務め、1932年にはモスクワで赤色教授学院を卒業。同年からはモスクワ州ソビエト副議長、1934年からは州公教育部部長、1936年からは州芸術部部長を務め、1942年からは国家大薬剤庫管理者、1945年から1947年まではソビエト連邦保健人民委員部 (ru) および保健省の大薬剤部部長を務めた。その他モスクワ市ソビエト副議長にも就き、第11回・第13回・第15回・第16回の党大会にも出席している。
1949年4月13日、モスクワで死去した。